# Zatočnik
Zatočnik je bio hrvatski dnevnik iz Siska. Ove novine su počele izlaziti 1869., a prestale su izlaziti 1871. godine. Nastavak su bečkog dnevnog lista Novog Pozora.
Uređivali su ga Josip Miškatović i Ivan Vončina.
List je nastavio izlaziti u Sisku od 1871. kao Branik.
Zbog političkih pritisaka između 1860. i 1886. i za vlasti bana Levina Raucha list je nekoliko puta mijenjao ime, varirajući u imenu Pozor i Obzor, a od 1. siječnja 1886. stalno izlazi pod ovim imenom sve do početka Drugog svjetskog rata.